# Китаситара (уезд)
Китаситара (яп. 北設楽郡 Китаситара-гун) уезд расположен в префектуре Айти, Япония.

Расположение уезда Китаситара в префектуре Айти.

По оценкам на 1 мая 2017 года, население составляет 9,168 человек, площадь 553.2 км ², плотность 16.6 человек / км ².

## Экономика
Тоэй - единственное место в Японии, где добывают серицит, минерал, необходимый для производства косметики. Эта отрасль промышленности зародилась здесь после окончания Второй мировой войны.

## Посёлки и сёла
- Ситара
- Тоэй
- Тоёне